# Seamus McGarvey
Pour les articles homonymes, voir McGarvey.
Seamus McGarvey, né le 29 juin 1967 à Armagh en Irlande du Nord, est un directeur de la photographie irlandais.

## Filmographie partielle
- 1999 : The War Zone de Tim Roth
- 2001 : Enigma de Michael Apted
- 2002 : The Hours de Stephen Daldry
- 2006 : World Trade Center  d'Oliver Stone
- 2007 : Reviens-moi (Atonement) de Joe Wright
- 2009 : Nowhere Boy de Sam Taylor-Wood
- 2009 : Le Soliste de Joe Wright
- 2012 : Avengers (The Avengers) de Joss Whedon
- 2012 : Anna Karénine de Joe Wright
- 2014 : Godzilla de Gareth Edwards
- 2015 : Cinquante nuances de Grey (Fifty Shades of Grey) de Sam Taylor-Wood
- 2015 : Pan de Joe Wright
- 2016 : Nocturnal Animals de Tom Ford
- 2016 : Mr. Wolff (The Accountant) de Gavin O'Connor
- 2017 : The Greatest Showman de Michael Gracey
- 2018 : Sale temps à l'hôtel El Royale (Bad Times at the El Royale) de Drew Goddard
- 2018 : Greta de Neil Jordan
- 2021 : Cyrano de Joe Wright
- 2023 : Wonka de Paul King
- 2024 : Without Blood d'Angelina Jolie
- 2025 : Mr. Wolff 2 (The Accountant 2) de Gavin O'Connor

## Récompense
- 2013 : Prix technique d'honneur au Evening Standard British Film Awards